# Bónyi Adorján
Bónyi Adorján (Margitta, 1892. december 12. – Budapest, 1967. január 31.) író, lapszerkesztő, színműíró, a Kisfaludy Társaság és a Petőfi Társaság tagja.

## Pályája
Bónyi Adorján közjegyző és Szabó Erzsébet gyermekeként született görög katolikus családban. A kolozsvári egyetem jogi karán tanult, de diplomát nem szerzett. 1912 és 1914 között a kolozsvári Szabadság munkatársa volt. 1914 és 1918 között a Nagyváradi Napló és Nagyvárad című lapoknál dolgozott. 1918-ban házasságot kötött Klein Annával (1897–1974), Klein Hermann máramarosszigeti bankár és Adler Jusztina lányával. 1919-ben feleségével Budapestre költöztek és ettől az évtől 1944-ig a Pesti Hírlapnál működött mint irodalmi szerkesztő és színikritikus. A második világháború után a Hírlap felelős szerkesztője (1946–1949), majd a Kis Újság, az Érdekes Újság és a Képes Vasárnap című lapoknak dolgozott, s közben regényeit írta.
Novelláinak, regényeinek hősei főként a főváros világából és szülőföldjéről, a bihari tájakról valók. Szinte futószalagon készített történeteit egyszerű meseszövés és romantikusan fordulatos helyzetek jellemzik. Humora könnyed, az író a drámai helyzetekből is többnyire megnyugtató megoldásokat kínál olvasóinak. 1931 és 1944 között több film forgatókönyvének megírásában is közreműködött. A kék bálvány című regényéből készült az első magyar hangosfilm 1931-ben. Ennek forgatókönyvét is maga Bónyi írta.
A Farkasréti temetőben nyugszik, de sírját felszámolták.
Fia Bónyi Ádám Géza (Máramarossziget, 1919 – Balatonlelle, 1959) ügyész volt.

## Munkái

### Regényei
- Holnap (regény, Budapest, 1917)
- A boldog asszony (regény, Budapest, 1918)
- Az éjféli vendég (regény, Budapest, 1918, 2. kiadás: 1927)
- Délibáb (regény, Budapest, 1918, 2. kiadás: 1927)
- Szerenád (regény, Budapest, 1918, 2. kiadás: 1922)
- A császárnő katonája (novellák, Budapest, 1919)
- A néma vándorok (regény, Budapest, 1919)
- A menekülő ember (elbeszélések, Budapest, 1920)
- Játék (regény, Budapest, 1920)
- Elcserélt élet (regény, Budapest, 1920)
- Bíbortrónus (regény, Budapest, 1920)
- Köd (regény, Budapest, 1921)
- A sárga kastély (regény, Budapest, 1922)
- Az égő hegy (regény, Budapest, 1923)
- Szomjúság (regény, Budapest, 1923)
- Élet a halálban (regény, Budapest, 1923)
- Pillangó (elbeszélések, Budapest, 1924)
- Jómadár (regény, Budapest, 1925, 2. kiadás: 1940)
- A legyőzhetetlen. Fantasztikus történet (Budapest, 1925)
- Kata nagy leány lesz. Regény fiatal leányok számára. Mühlbeck Károly rajzaival. (regény, Budapest, 1927)
- Holdsugár (elbeszélések, Budapest, 1928, 2. kiadás: 1934)
- A mennyei híd (regény, Budapest, 1928)
- A kis veréb (regény, Budapest, 1929)
- A kék bálvány (regény, Budapest, 1930)
- A Bogyó-ház titka (Budapest, 1931)
- Elcserélt élet (regény, Budapest, 1935)
- Úri világ (regény, Budapest, 1935)
- Kaland a Riviérán (regény, Budapest, 1937)
- Őméltósága (regény, Budapest, 1940)
- Kis kocsi, nagy kocsi (regény, Budapest, 1941)
- A királynő legyezője (regény, Budapest, 1942)
- Négyes fogat (regény, Budapest, 1942)
- Az idegen fiatalember (regény, Budapest, 1943)
- Csipetnyi bors (regény, Budapest, 1944)
- Tűnő élet (regény, Budapest, 1948)

### Színművei
- A modell. Színmű 3 felvonásban. Bemutató Budai Színkör, 1915. szeptember 1.
- Az elcserélt ember. Színmű 3 felvonásban. Bemutató: Kamara Színház: 1930. október 25.
- Tánc a boldogságért. Lírai komédia 3 felvonásban. Bemutató: Budai Színkör, 1933. június 14.
- Szélcsend. Színmű 3 felvonásban. Bemutató: Nemzeti Színház: 1933. november 2.
- Viki. Vígjáték 3 felvonásban. Bemutató: Magyar Színház, 1935. január 25.
- Hódítás. Vígjáték 3 felvonásban. Bemutató: 1937. január 15.

### Filmforgatókönyvei
- Jancsi és Juliska (1922)
- A kék bálvány (1931)
- Viki (1937)
- Elcserélt ember (1938)
- Úri világ (Bogdán Lászlóval, Kilián Zoltánnal, 1938)
- Kísértés (1941)
- Egy szív megáll (1942)
- Jómadár (1943)
- Muki (1943)
- Gyanú (1944)